# Anasztaszija Valerjevna Zujeva
Anasztaszija Valerjevna Zujeva (férjezett nevén Feszikova, oroszul: Анастасия Валерьевна Фесикова, Voszkreszenszk, 1990. május 8. –) olimpiai ezüstérmes, világ- és Európa-bajnok orosz úszónő.

## Sportpályafutása
Ötéves korában kezdett el úszni. A 2006-os úszó-Európa-bajnokság volt az első nagy nemzetközi versenye felnőtt szinten. Az egy évvel később Melbourne-ben rendezett világbajnokságon 100 méteres hátúszásban 7. lett, a 4 × 100 méteres vegyes váltóval pedig 5. A 2008-as eindhoveni Európa-bajnokságon aranyérmet nyert 50 méteres és 100 méteres hátúszásban is. 200 méteres hátúszásban ezüstérmes lett, csakúgy, mint a 4 × 100 méteres vegyes váltóval. A 2009-es év első felét hátsérülése miatt hagyta ki, majd az áprilisban rendezett országos bajnokság alatt kétszer is megjavította az ausztrál Sophie Edington aktuális világrekordját, azonban a Nemzetközi Úszószövetség 2009. június 29-én bejelentette, hogy nem ismeri el hivatalosan Zujeva idejét.
A 2010-es úszó-Európa-bajnokságot hátsérülése miatt hagyta ki.
A 2011-es úszó-világbajnokságon 100 méteres hátúszásban ezüstérmet szerzett, egy századmásodperccel lemaradva a kínai Csao Csing mögött, míg két nap múlva 50 méteres hátúszásban aranyérmes lett.
A 2012-es londoni olimpián ezüstérmes lett 200 méteres hátúszásban az amerikai Missy Franklin mögött célba érve.
A 2013-as nyári universiadén 50 méteres és 100 méteres hátúszásban is aranyérmes lett, csakúgy mint a 4 × 100 méteres vegyes váltó tagjaként.
Házassága és szülése után a 2015-ös világbajnokságon tért vissza a medencébe. Részt vett a 2016-os riói olimpián, a Budapesten rendezett 2017-es úszó-világbajnokságon a 4 × 100 méteres vegyes váltó tagjaként ezüstérmes volt. A 2018-as úszó-Európa-bajnokságon 100 méteres hátúszásban és a 4 × 100 méteres vegyes váltóval is aranyérmes lett.

## Magánélete
2013 augusztusában feleségül ment Szergej Feszikov olimpiai bronzérmes úszóhoz. 2014-ben született első gyermekük.

## További információ
- Anasztaszija Zujeva Archiválva 2013. július 18-i dátummal a Wayback Machine-ben, russwimming.ru
- Anasztaszija Zujeva, sports.org